# Myland
Myland is een civil parish in het bestuurlijke gebied Colchester, in het Engelse graafschap Essex.